# 歐亞農業
歐亞農業控股有限公司（前港交所上市編號：0932）由楊斌成立，主要業務是農業生產商。
创始人楊斌为荷蘭籍华人，1995年返回中國，在瀋陽經營花卉栽種及農業開發，建立荷蘭村。同年被《福布斯》雜誌列為中國富豪排行榜第2名。2002年9月，被朝鮮政府委任為新義州特別行政區長官。
2001年7月，欧亚农业在香港IPO，获得了公众投资者78倍的超额认购，最终募集了6.14亿港元。欧亚农业的上市被认为是中国现代农业的象征，《福布斯》杂志也把欧亚农业评为全球最佳200家小型企业之一。
2002年1月3日，香港《远东经济评论》发表一篇报道，质疑欧亚农业的关联交易，引发公司股价大跌。有关部门也就杨斌及其相关企业涉嫌偷漏税问题展开调查，并质疑集团土地使用合法性及运营数据真实性等问题。
2002年9月19日，欧亚农业被香港证监会勒令停牌。他之後召開記者會，表示歐亞農業與瀋陽市政府早已就稅收達成協議，於10月12日前償清，因此不傳在逃稅的情況。翌日，楊斌被公安帶走調查，並於10月4日被执行监视居住。次年7月，沈阳市中级人民法院一审宣判，沈阳欧亚实业有限公司犯非法占用农用地罪、合同诈骗罪、对单位行贿罪、单位行贿罪，被数罪并罚判处罚金人民币560万元。沈阳欧亚农业发展有限公司犯伪造金融票证罪，被判处罚金人民币40万元。杨斌犯虚报注册资本罪、非法占用农用地罪、合同诈骗罪、对单位行贿罪、单位行贿罪、伪造金融票证罪，被数罪并罚判处有期徒刑18年，罚金人民币230万元。
2004年5月18日，香港联交所发布公告，自当月20日起，取消该公司股份的上市地位。

## 外部連結
- 欧亚农业本月内将被除牌 新浪财经 2004年5月15日 （页面存档备份，存于）
- 揭開歐亞農業面紗 （页面存档备份，存于）